# Coxcox

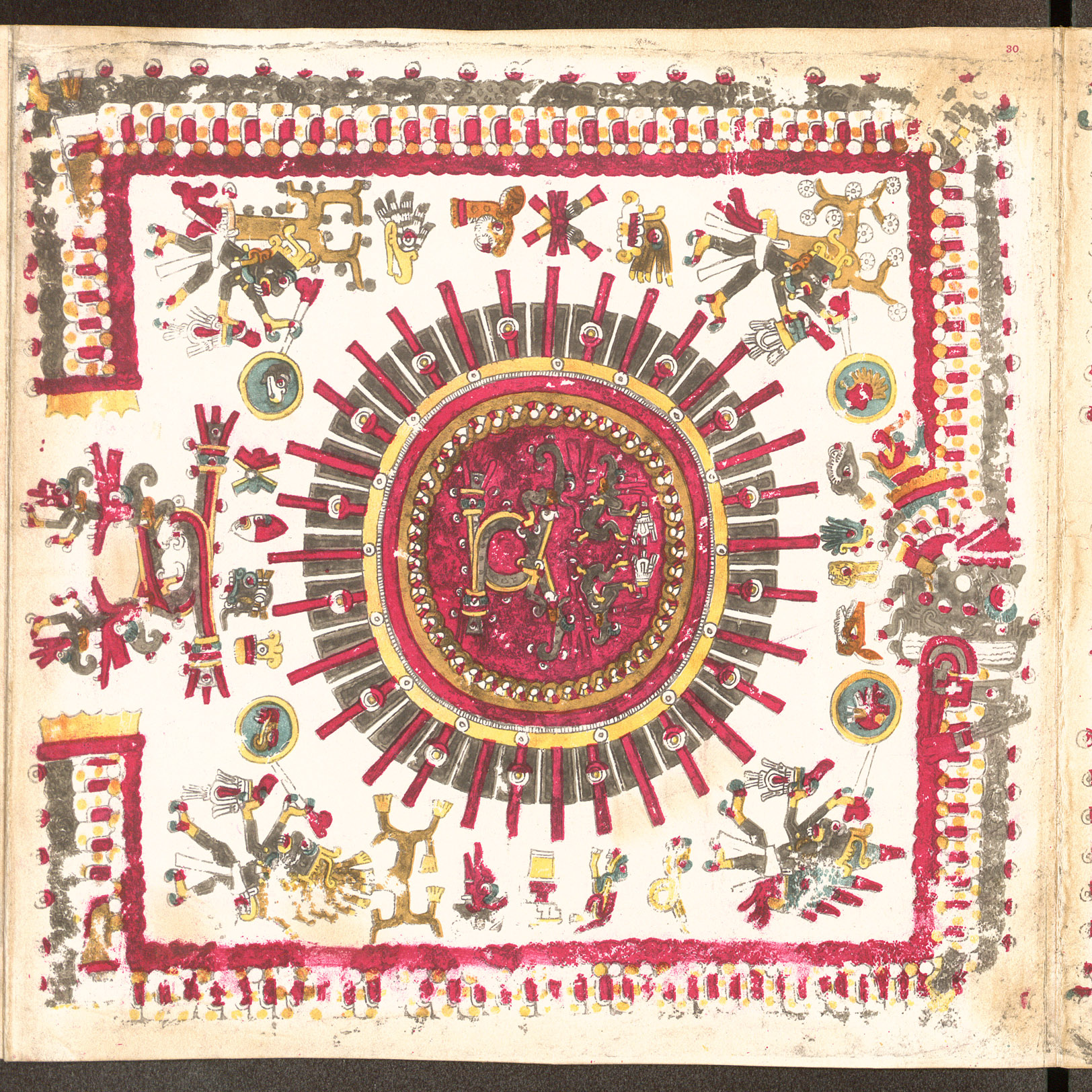
Codex Borgia una din sursele importante de informații privind mitologia aztecilor.

În mitologia aztecă, Coxcox a fost singurul bărbat supraviețuitor al unui potop mondial.  Aztecii credeau că numai Coxcox și soția sa, Xochiquetzal, supraviețuiseră potopului.  Conform legendelor, cei doi și-ar fi găsit adăpost în trunchiul unui arbore conifer din familia Cupressaceae-lor, cu ajutorul căruia au plutit pe ape, găsind în final țarmul și pământ solid pe pantele unui munte din Culhuacan. 
Cei doi supraviețuitori ai deluviului au avut mulți copii, dar toți aveau diferite probleme intelectuale, dintre care cea mai gravă era că nu puteau vorbi. Marele Spirit s-a înduplecat și a trimis un porumbel care să-i învețe să vorbească. Cincisprezece dintre ei au reușit încercării la care fuseseră supuși și au devenit oameni normali.  Acești cincisprezece oameni, aztecii credeau, fuseseră strămoșii din care toltecii și aztecii ar fi provenit. 

## O altă interpretare
După o altă interpretare, zeul Tezcatlipoca ar fi vorbit cu omul numit Mata și cu soția sa Nana, avertizându-i "Nu vă pierdeți vremea făcând pulque, ci faceți-vă o barcă mare din arborele ahuehuete (o varietate de chiparos) și faceți-vă casă în ea când veți vedea apele ridicându-se până în cer." 
Când apele au venit, și Pământul a fost acoperit de ape, până la cele mai înalte vârfuri ale sale, așa după cum prevăzuse Tezcatlipopa, toți oameni, cu excepția celor doi, au pierit, transformându-se în pești. 

## Legenda în artă
Picturile aztece adesea înfățișează barca celor doi supraviețuitori ai potopului plutind pe ape în apropierea unui munte. Capetele unui bărbat și al unei femei sunt înfățișate răsărind deasupra bărcii alături de un porumbel. În cioc porumbelul poartă un simbol hieroglific care înfățișează limbile Pământului răspândite în lume de copii lui Coxcox.